# نادي الهلال (ليبيا)
نادي الهلال الرياضي الثقافي الاجتماعي المعروف أيضًا باسم الهلال بنغازي هو اتحاد كرة قدم ليبي محترف يقع مقره في بنغازي، ليبيا تأسس عام 1950على يد مجموعة من رجال بنغازي، ومن أبرزهم مصطفى بوستة، وقد تم اشهاره في عام 1952. وينافس في الدوري الليبي الممتاز.

## تاريخ
في أواخر سنة 1950 تقريبا كانت البداية مع مجموعة من الأصدقاء الشباب الذين يمارسون رياضة كرة القدم كهواية إلى جانب مجموعة أخرى من شباب الجاليات الأجنبية آنذاك مثل الرقريق (اليونانيين) والأرمن والمالطيون، فكروا في إنشاء نادي رياضي بدعوة من الراحل مصطفى بوستة الذي وجه دعوة لكل من فرج بركة اسكيليل ونصري إبراهيم وعبد الله جعودة وسليمان الرعيض وخليل كمبراكي وناصر كرداش وأحميده علي كمبراكي وحسين كمبراكي ومحمد البدين ومحمد الشطشاط، في تلك الفترة كان الراحل مصطفى بوستة يرغب في تنظيم مباريات ودية مع الفرق الإنجليزية، مما تطلب اختيار اسم للفريق ليقابلوا به الفرق الأخرى، فدعاهم إلى منزله للاجتماع واختيار الاسم، وتم ذلك.
ويذكر الراحل مصطفى بوستة عن اختيار اسم الفريق أنه:«.. ومن خلال النقاش اقترح الاخ خليل كمبراكي أن يسمى الفريق ((العروة الوثقى))، ولم تتم الموافقة على هذا الاسم نظراً لانه سبق وأن اختير من قبل فريق آخر، ونحن بصدد النقاش في اختيار الاسم شاءت الظروف أن ينقطع التيار الكهربائي، فلم يكن لنا من ملجأ الا الشارع، فخرجنا لنكمل اجتماعنا علي ضوء القمر كان منقذنا تلك الليلة جاءتني فكرة تسمية الفريق ((الهلال)) نسبة لضوئه البديع تلك الليلة وعلوه في الافق ولون السماء الازرق من حوله فوافق الجميع علي هذا الاقتراح، وأصبحنا نجري مبارياتنا مع الفرق الاخري باسم فريق الهلال»
كان الفريق في تلك الفترة ضعيفا نظراً لضعف الأجانب الذين يلعبون مع الفريق وبعض الأفراد الآخرين، وكان أملهم الفوز علي الفرق الإنجليزية، فجاءت الفكرة بالاستعانة بلاعبين جيدين لدعم صفوف الفريق، ففكر مصطفى بوستة في بعض رفاقه من فريق الأهلي مثل سالم البرغثي وعبد العالي العقيلي وعبد السلام اجعوده ومحمد اقعيم ومصطفي المكي، ولكن علي أن يلعب اثنان منهم فقط أحدهما في خط الدفاع والأخر في الهجوم في كل مباراة، وفعلا تحقق الفوز علي الفريق الإنجليزي، واستمرت المحاولات ومزاولة اللعبة في تلك الساحة حتى سنة 1950، ولم يكن في تلك الفترة من فريق سوى فريق جمعية عمر المختار والنجمة والطليعة وقد أُوقفت هذه الفرق في تلك السنة بسبب المظاهرات والتي تم حل الجمعية بسببها، وتم بعد ذلك تشكيل فرق المصالح (الحكومية) مثل البريد والأشغال والصحة والداخلية وغيرها.
وقد نظم دوري لهذه الفرق بملعب البركة (نادي النصر الحالي) وكان هناك العديد من شباب شارع الحشر يذهبون لمشاهدة تلك المباريات، ولم ينضموا لفريق الهلال بعد وجاء بعضهم: محجوب بوكر ومحمد المحجوب وسالم الشركسي وفرج اسكيليل، وتحدث محجوب بوكر قائلا: «إن فرق المصالح التي تلعب ضعيفة جداً، وأننا بالإمكان الانتصار عليهم بسهولة»، وطلب من مصطفى بوستة تشكيل فريق. فوافقهم على طلبهم وتم تشبيب الفريق واستبدال الأجانب بهؤلاء الشباب السالف ذكرهم، وبدأوا معاً بتسجيل أسماء أخرى للتشكيل الجديد، وسُجل إلى جانب محجوب وفرج وسالم ومحمد كلا من علي الجهاني (السيقرو) وحسن الحمري ومحمود بوستة وعبد الله اجعوده، وكُلف حسن الحمري بأن يأتي بعلي الحشاني (الشعاليه) وسُجل ايضاً خالد الغناي وامحمد الشريف واخرين. وبدأت الاجتماعات الأولية بمنزل مصطفى بوستة بشارع الحشر وكان يطلق عليه (المربع) وبمنزل علي الجهاني (السيفرو) وبمنزل صالح الشريف وبمنزل محجوب بوكر ونصري إبراهيم ومنصور اسكندراني، ومن هنا أخذ الفريق شكلا جديداً

## أول لقاء
أول لقاء خاضه فريق الهلال لكرة القدم كان بتاريخ 26 مارس 1951 ضد فريق المهندسين البريطاني، وانتهى هذا اللقاء الودي لصالح الهلال بنتيجة 5-4 وأداره الحكم مفتاح الدراجي على أرضية ملاعب الفويهات الخمسة (شارع دبي حالياً)
اللقاء الثاني كان ودياً أيضا وفقده فريق الهلال أمام شركة السيارات بنتيجة 3-4 يوم 19 مايو 1951، على أرضية الملعب الأهلي (نادي النصر حالياً) بإدارة الحكم عياد أدريزة.

### دوري الدرجة الثانية موسم 1953/1952
شارك فريق الهلال لكرة القدم في دوري الدرجة الثانية موسم 1953/1952
حيث فاز بكأس البطولة بعد تحقيقه النتائج التالية :
الهلال × معمل شفيق خزام 5-1
الهلال × معمل شفيق خزام 1-2
الهلال × معمل شفيق خزام 2-0
النهائي
الهلال × الأمل 3-2
ليحقق كأس عرابي العنيزي وهي أول بطولة في تاريخه
وضمت تشكيلته الأولى كل من:
| - صالح بوزيد - إمحمد الشريف - سليمان الرعيض - بوبكر العبدلي (شميسة) - يوسف الفرجاني - محجوب بوكر | - محمد بوهادي - محمد المحجوب - علي الجهاني (السيقرو) - فرج أسكيليل - عبد الله جعودة | - عبد الحميد الحاجة - خالد الغناي - محمد بوقعيقيص - عوض بسيكري - علي الشعالية |

أما ممثل الفريق فكان مؤسسه الراحل مصطفى بوستة.

### خمسينيات القرن الماضي
الهلال في خمسينيات القرن الماضي كان من بين أقوى الفرق في شرق ليبيا إلى جانب الأهلي والنجمة، ثم استمر تألق الهلال في فترة الستينيات وبداية السبعنيات.
لقد كان ثاني فريق بعد اهلي بنغازي يحصل على ترتيب الثاني بكأس ملك ليبيا موسم (1964-1965) بعد فوزه ببطولة المحافظات الشرقية وحلوله وصيفاً خلف الاتحاد الطرابلسي وهي البطولة الثانية والتي ضمت فيما بعد في نهاية التسعينات القرن الماضي لبطولة الدوري الليبي، وبرع الهلال في كل الرياضات الفردية والجماعية ويشتهر بلونين (الأزرق والأبيض) مقر النادي حالياً في سيدي حسين بمدينة بنغازي، أما في السابق فلقد كان مقر النادي في شارع (ادريان بلت) شارع عبد المنعم رياض حاليا.

## مشاركات إفريقية وعربية

### أول انتصار أفريقي
ويعود أول ظهور أفريقي لفريق الهلال إلى عام 2001 حين أوقعته القرعة في كأس الكؤوس الأفريقية في مواجهة نادي الجيش الملكي المغربي وغادر حينها الهلال السباق من الدور الأول عقب خسارته في لقاء الذهاب بملعب الرباط بهدفين لصفر بينما تمكن في لقاء العودة بملعب بنغازي من تحقيق أول فوز أفريقي عقب فوزه بهدف لصفر أحرزه اللاعب سالم الفرجاني لكن هذا الفوز لم يكن كافيا حيث عبر الجيش المغربي الهلال إلى الدور الثاني

### الهلال يمضى من وداد إلى وداد
ثم عاد فريق الهلال بعد مرور عامين في عام 2003 ليمثل الكرة الليبية في الملاعب الأفريقية للمرة الثانية ونجح الفريق لأول مرة في التأهل وتخطي عقبة الدور الأول عقب إقصائه لممثل الكرة الجزائرية وداد تلمسان عقب خسارته في لقاء الذهاب الأول بالجزائر بهدفين لهدف احرزه محترفه السنغالي عمر ديوب وفوزه في لقاء العودة الحاسم ببنغازي بهدف لصفر احرزه نجمه شريف الماقني ليقود فريقه إلى التأهل إلى الدور الثانى ويمضى قدما من وداد إلى وداد حيث اوقعته القرعة في مواجهة فريق الوداد البيضاوي المغربي الذي تأهل على الهلال بمجموع المباراتين عقب تعادله في مباراة الذهاب الأولى بملعب بنغازي بهدفين لهدفين احرزهما كل من خليفة الماقنى والسنغالي عمر ديوب بينما اسفر لقاء العودة بالدار البيضاء عن فوز فريق الوداد البيضاوي باربعة اهداف دون مقابل.

### تعادل مثير مع النادي الصفاقسي التونسي
وواصل الهلال حضوره على أكثر من واجهة ممثلا لكرة القدم الليبية وأنديتها في الملاعب الأفريقية والعربية حيث شارك في نفس العام 2003 في تصفيات دورى ابطال العرب وواجه فريق النادي الصفاقسي التونسي الذي فاز ذهابا على ملعبه بثلاثة اهداف لهدف واحد احرزه اللاعب خليفة الماقنى فيما أسفر لقاء العودة ببنغازي عن تعادل الفريقين بهدفين لهدفين أحرزهما كل من أكرم عياد وغسان الماقنى بينما احرز هدفى النادي الصفاقسي كل من هيثم المرابط ونجمه طارق التايب.
وعاد فريق الهلال ليشارك على مستوى بطولة كأس شمال افريقيا للأندية البطلة خلال شهر أغسطس من العام 2015 حيث واجه الهلال ثلاث فرق عربية قوية أستهلها بخسارة امام فريق الأفريقي التونسي بثلاثة اهداف لهدف ثم خسارة ثانية امام الإسماعيلي المصري باربعة اهداف لصفر وتعادل مع مستضيف البطولة في آخر المواجهات فريق الرجاء البيضاوي المغربي سلبيا بدون اهداف.
وفي عام 2017 قابل الهلال فريق اولينزيى ستارز الكيني حيث فاز في لقاء الذهاب بهدف نظيف سجله النجم أحمد العبار بينما خسر لقاء العودة على ملعب العاصمة الكينية نيروبي بنفس النتيجة ليغادر بركلات الترجيح..

## أشهر مباريات الهلال ضد فرق اجنبية وعربية

### فرق اجنبية
أول مباراة لعبها فريق الهلال ضد فريق أجنبي كانت يوم (3-3-1957) ضد فريق (سليما) المالطي، انتهت بفوز الهلال 2-1 في بنغازي.
الهلال – منتخب مالطا للهواة 4-1 في ملعب بنغازي (31-3-1961)
الهلال - أبولون اليوناني 1-2 في ملعب بنغازي (31-12-1961)
الهلال – فلوريانا المالطي، 3-2 في ملعب بنغازي (23-3-1962)
الهلال - بنسيوسو البرازيلي 0-4 في ملعب بنغازي (26-4-1964)
الهلال – فنشلي الإنجليزي، 2-1 في ملعب بنغازي (5-5-1965)
الهلال - سراييفو اليوغسلافي (البوسني حالياً) 0-3 في ملعب بنغازي (30-01-1966)
الهلال - فلوريانا المالطي 0-3 في ملعب بنغازي (15-01-1967)
الهلال – الحمرون المالطي 0-0 في ملعب بنغازي (24-11-1972)
الهلال - مينور برنيك البلغاري 0-1 في ملعب بنغازي (29-01-1974)
الهلال – ريجينا الإيطالي 3-1 في ملعب بنغازي (2-5-1977)
الهلال – بيروجيا الإيطالي 2-2 في ملعب بنغازي (7-6-1977)
الهلال – الحمرون المالطي 2-0 في ملعب بنغازي (24-11-1977)
الهلال - بيروجيا الإيطالي 0-3 في ملعب بيروجيا إيطاليا (04-12-1977)
الهلال – ليونز الأوغندي 2-4 في ملعب كمبالا أوغندا (16-2-1978)
الهلال – منتخب شباب أوغندا 1-1 في ملعب كمبالا أوغندا (19-2-1978)
الهلال – شتوتجارت الألماني 0-5 في ملعب بنغازي (22-03-1978)
الهلال – سوتوشافا الروماني 1-1 في ملعب بنغازي (18-2-1979)
الهلال – فريق سوشيفا الروماني 1-2 في ملعب سوفيشا الروماني (06-9-1979)
الهلال – مقاطعة سوشيفا الروماني 1-0 في ملعب سوفيشا الروماني (10-9-1979)
الهلال – مقاطعة بستريتسا الروماني 1-3 في ملعب بستريتسا الروماني (12-9-1979)
الهلال - جورماهيا الكيني 1-1 في ملعب بنينة (16-11-2019)
فرق عربية
الهلال – فريق جبهة التحرير الوطني - الجزائر 2-3 في ملعب بنغازي (28-6-1957)
الهلال – وفاق سطيف الجزائري 3-1 في ملعب عنابة الجزائر (4-1-1962)
الهلال – الإسماعيلي المصري 2-2 في ملعب بنغازي (12-3-1968)
الهلال – الأهلي المصري 2-0 في ملعب بنغازي (15-10-1968)
الهلال – اتحاد السكندري المصري 1-1 في ملعب بنغازي (23-5-1969)
الهلال – اتحاد العسكري الجزائري 2-2 في ملعب بنغازي (12-12-1973)

## أشهر لاعبي الهلال

### حراس المرمى
| - خميس العبيدي - محمد الكليلي - إبراهيم المصري | - محمد العقوري - أيوب الحاسي - أحمد الحوتي | - أحمد عزاقة - مراد الوحيشي |

### الدفاع
| - عبد السلام الورفلي - عمر دومه - عوض مخلوف - عبد القادر البرعصي - حنفي الضبع | - يوسف البكوش - مصطفى جريبيع - حسين اغليو | - عبد السلام بكوش - خليفة الماقني - علي عبد الرحمن الورفلي - محمد البرداح |

### الوسط
| - خليل المقصبي - مصطفى بنوس - على بوشعالة - فضل الله المقصبي - مفتاح الطيار | - عباس العبار - حسن المهدوي - عوض بن هلوم - فرج ساسي | - صلاح الخضري - ناصر الحضيري - فيصل البدري - أسامة الوحيشي |

### هجوم
| - محجوب بوكر - علي الشعالية - ديمس الصغير - ديمس الكبير - رمضان عبد الجواد - عمر الماطوني | - سليمان الدرسي - عوض عون - فتحي الساحلي - سالم ارحومة - خالد بوسعدة | - الشريف الماقني - محمد المقني - عبد السلام الفيتوري دجي - علي الشريف - أكرم الزوي - أنس المصراتي |

## البطولات

### كرة قدم
كاس بنغازي (1957)
كاس برقة (1959 – 1961 – 1962 – 1965)
كأس ليبيا (2002)
الوصيف أربع مرات 1977 - 1998 - 2017 - 2018
الدوري الليبي الوصيف مرتين 1965 - 2000.
دوري الدرجة الثانية الليبي لكرة القدم : 2007/2008 .

### كرة الطائرة
دوري ليبيا للكرة الطائرة (1972 – 1973)
كأس ليبيا للكرة الطائرة (2006 – 2007)
كأس ليبيا الممتازة للكرة الطائرة (2005 – 2006)

### كرة اليد
دوري ليبيا لكرة اليد (1991 – 1993 – 1999)
كأس ليبيا لكرة اليد (1999 – 2001 – 2007)
كأس ليبيا الممتازة لكرة اليد (2008)

### كرة السلة
دوري ليبيا لكرة السلة (1984)
كأس ليبيا لكرة السلة (1975)
نادي الهلال هو أحد أندية كرة القدم في ليبيا. 2003